# Ceriagrion annulatum
Ceriagrion annulatum – gatunek ważki z rodziny łątkowatych (Coenagrionidae). Występuje w Afryce Środkowej; stwierdzono go w Angoli, Kamerunie, Kongu, Demokratycznej Republice Konga i Gabonie.